# Andris Bērziņš (primer ministro de Letonia)
Andris Bērziņš (nacido el 4 de agosto de 1951 en Riga) es un político letón, exprimer ministro de Letonia.